# Eublemma pallescens
Eublemma pallescens är en fjärilsart som beskrevs av Le Cerf 1911. Eublemma pallescens ingår i släktet Eublemma och familjen nattflyn. Inga underarter finns listade i Catalogue of Life.